# Chaetogaedia monticola
Chaetogaedia monticola là một loài ruồi trong họ Tachinidae.